# Форма объёма
Форма объёма — дифференциальная форма высшей размерности на гладком многообразии (то есть {\displaystyle n}-форма на {\displaystyle n}-мерном многообразии), которая не обнуляется ни в одной точке.
Форма объёма позволяет определить интеграл функции по многообразию. Другими словами, форма объёма задаёт меру, по которой можно интегрировать функции.

## Свойства
- Гладкое многообразие допускает форму объёма тогда и только тогда, когда оно ориентируемо.
- На многообразии с формой объёма {\displaystyle \omega }, дивергенцию векторного поля {\displaystyle X} можно определить с помощью следующих тождеств:
{\displaystyle (\operatorname {div} X)\cdot \omega ={\mathcal {L}}_{X}\omega =d(X\;\lrcorner \;\omega )}

где {\displaystyle {\mathcal {L}}_{X}} обозначает производную Ли по {\displaystyle X}, {\displaystyle d} — внешний дифференциал, а {\displaystyle X\;\lrcorner \;\omega } — операцию подстановки {\displaystyle X} в {\displaystyle \omega }.

## Примеры
- На любой группе Ли естественный выбор формы объёма получается из формы в единице правыми (или левыми) сдвигами. Такие формы называются право- и левоинвариантными. Как следствие, всякая группа Ли ориентируема. Соответствующая мера называется мерой Хаара.

- Симплектическое многообразие {\displaystyle (M,\omega )} размерности {\displaystyle 2{\cdot }n} имеет естественную форму объёма {\displaystyle \omega ^{\wedge n}}.

- Любое ориентированное псевдориманово (в том числе риманово) многообразие имеет естественную форму объёма, которая в локальных координатах может быть выражена как
{\displaystyle \omega ={\sqrt {|g|}}\cdot dx^{1}\wedge \dots \wedge dx^{n}}

где {\displaystyle |g|} — абсолютное значение определителя матрицы представления метрического тензора.